# Axel Fersen
Hans Axel von Fersen (ur. 4 września 1755 w Sztokholmie, zm. 20 czerwca 1810 w Sztokholmie) – szwedzki arystokrata, faworyt francuskiej królowej Marii Antoniny Austriaczki.

## Młodość

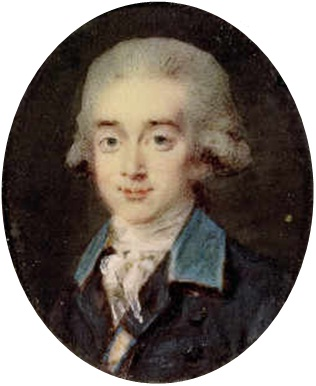
Młody Axel von Fersen

Urodził się 4 września 1755. Pochodził z arystokratycznego rodu, a konkretniej największej i najbogatszej szwedzkiej arystokracji. Był drugim dzieckiem hrabianki Hedwigi Cathariny De la Gardie i feldmarszałka Fryderyka Axela Fersena. Miał dwie siostry: Hedvigę Eleonorę i Evę Sophie oraz brata, Fabiana Reinholda.
Przodkowie Fersena przybyli do Szwecji z Estonii w czasie wojny trzydziestoletniej, która miała miejsce w latach 1618–1648.
Jego ojciec był człowiekiem wpływowym politycznie oraz jednym z najbogatszych ludzi na świecie. Był właścicielem czterech wielkich domów w Szwecji: w Löfstad (odziedziczony przez żonę), Steninge, Ljung i Mälsåker. Posiadał także kopalnię, ziemię, lasy i odlewnie żelaza w Szwecji i Finlandii, a także dużą część szwedzkiej Kompanii Wschodnioindyjskiej, najbardziej dochodowego przedsięwzięcia tego kraju.
Duży wpływ na rozwój Fersena miała kultura francuska, głównie ze względu na powiązania jego ojca z Ludwikiem XV. Pod okiem nauczyciela z dzieciństwa uczył się kilku języków, w tym francuskiego, łaciny, angielskiego, niemieckiego i włoskiego.

### Podróż po świecie
3 lipca 1770 odbył pierwszą zagraniczną podróż z zamiarem zwiedzenia świata i ukończenia studiów w akademiach wojskowych, w tym w Brunszwiku, Turynie, Strasburgu i Lüneburgu. W październiku 1771, będąc w Szwajcarii, poznał filozofa Woltera. W listopadzie 1772 kontynuował podróż, udając się do Turynu we Włoszech, gdzie złożył wizytę królowi Karolowi Emanuelowi III. W styczniu 1774 przybył do Francji. Po pobycie we Francji kontynuował podróż, udając się do Wielkiej Brytanii, gdzie przebywał przez około cztery miesiące. Na początku 1775 powrócił do Szwecji, gdzie przebywał przez około trzy lata, służąc pod rządami króla Gustawa III.

## Maria Antonina
Na francuskim dworze po raz pierwszy pojawił się w grudniu 1774. W operze w Paryżu rozpoczął rozmowę z młodą, nieznaną kobietą w masce (zgodnie z obyczajem rodzina królewska nosiła na twarzach maski, by pozostać nierozpoznanym). W Journal Intime tak opisał to spotkanie:  

Delfina rozmawiała ze mną przez dłuższy czas, a ja nie wiedziałem, z kim mam do czynienia. Kiedy wreszcie została rozpoznana, wszyscy zaczęli się wokół niej gromadzić, a o trzeciej wycofała się do loży. Ja wyszedłem z balu.

## Wojna w Ameryce
4 maja 1780 roku uzyskał stanowisko adiutanta francuskiego generała Rochambeau i wypłynął z portu w miejscowości Brest. Prawie dwa miesiące później jego statek zakotwiczył w zatoce Narragansett w Newport na Rhode Island, gdzie Francuzi rozbili obóz do czerwca następnego roku. W połowie września 1780 wyruszył razem z Rochambeau, by spotkać się z amerykańskim generałem George'em Washingtonem w Hartford w stanie Connecticut.
12 czerwca 1781, po spędzeniu 11 miesięcy w Newport na Rhode Island w całkowitej bezczynności, wojska pod przywództwem Rochambeau rozpoczęły marsz, by połączyć siły z armią Waszyngtona w Philipsburgu na Hudsonie. Na początku września de Grasse przejął kontrolę nad zatoką Chesapeake, a pod koniec miesiąca Waszyngton otoczył Cornwallis w Yorktown. 19 października Brytyjczycy poddali miasto, przyspieszając koniec wojny.
Po zakończeniu działań wojennych Stany Zjednoczone i Szwecja zawarły traktat o przyjaźni i handlu.
W 1783 von Fersen otrzymał Order Cyncynata.

## Rewolucja francuska
Pod koniec lutego 1787 zwołano Zgromadzenie Notablów. Fersen uczestniczył w zamknięciu ostatniego dnia tego spotkania i całe zgromadzenie opisał zgromadzenie jako "imponujące". Został potajemnie mianowany przez Gustawa III na specjalnego wysłannika do króla i królowej Francji. Niektóre wrażliwe kontakty dyplomatyczne między Szwecją i Francją prowadzone były nie przez ambasadę szwedzką, lecz przez von Fersena. Aby być bliżej Paryża, przeprowadził się do domu w Auteuil. Szybko został dopuszczony do wąskiego grona osób planujących zorganizowanie ucieczki rodziny królewskiej z Paryża, na ten cel rozpoczął również zbiórkę pieniędzy. Stał się również zaufanym powiernikiem pary królewskiej na dworze. Pomagał Ludwikowi XVI prowadzić tajną dyplomatyczną korespondencję.
W lutym 1791 powiadomił ojca, że został powiernikiem największych tajemnic Ludwika XVI i Marii Antoniny, jednocześnie sugerując, że istnieje możliwość ich wyjazdu z Paryża. W marcu 1791 o planie ucieczki królowej i króla z Francji pisał w liście do Everta Taubego. Następnego dnia, 8 marca 1791 o planie powiadomił Gustawa III, radząc mu jak najszybsze zawarcie przymierza z Danią i Rosją. Obawiał się bowiem, że Anglia, Prusy i Holandia mogą przeszkodzić innym mocarstwom w ratowaniu króla Francji.

### Ucieczka rodziny królewskiej
20 czerwca 1791 przystąpił do realizacji swojego planu. Późnym wieczorem król wraz z rodziną wymknął się z Tuileriów. Ludwik XVI pozostawił po sobie list do Francuzów, w którym rzuca szereg oskarżeń na Konstytutantę oraz rozpacza nad swoim ciężkim losem w trakcie rewolucji francuskiej. Do deklaracji dołączony był zakaz podejmowania decyzji w jego imieniu aż do odwołania, skierowany do ministrów.
Już 21 czerwca w nocy rodzina królewska została zatrzymana w Varennes i 22 czerwca wyruszyła pod eskortą w drogę powrotną do Paryża.

### Próby uratowania rodziny królewskiej
Jeszcze zanim rodzina królewska wróciła do Paryża, odkryto, że von Fersen był jedną z osób, które ułatwiały im ucieczkę. Gdy został wydany nakaz jego aresztowania, opuścił Francję i udał się do Koblencji, gdzie nawiązał kontakt z hrabią d'Artois i Charlsem Alexandrem de Calonne. Wspólnie opracowali plan przekonania innych mocarstw europejskich do wypowiedzenia wojny Francji. Będąc w Brukseli, von Fersen opracował tajny kod, który pozwalał mu na bezpieczne korespondowanie z generałem Beaumontem oraz Marią Antoniną.

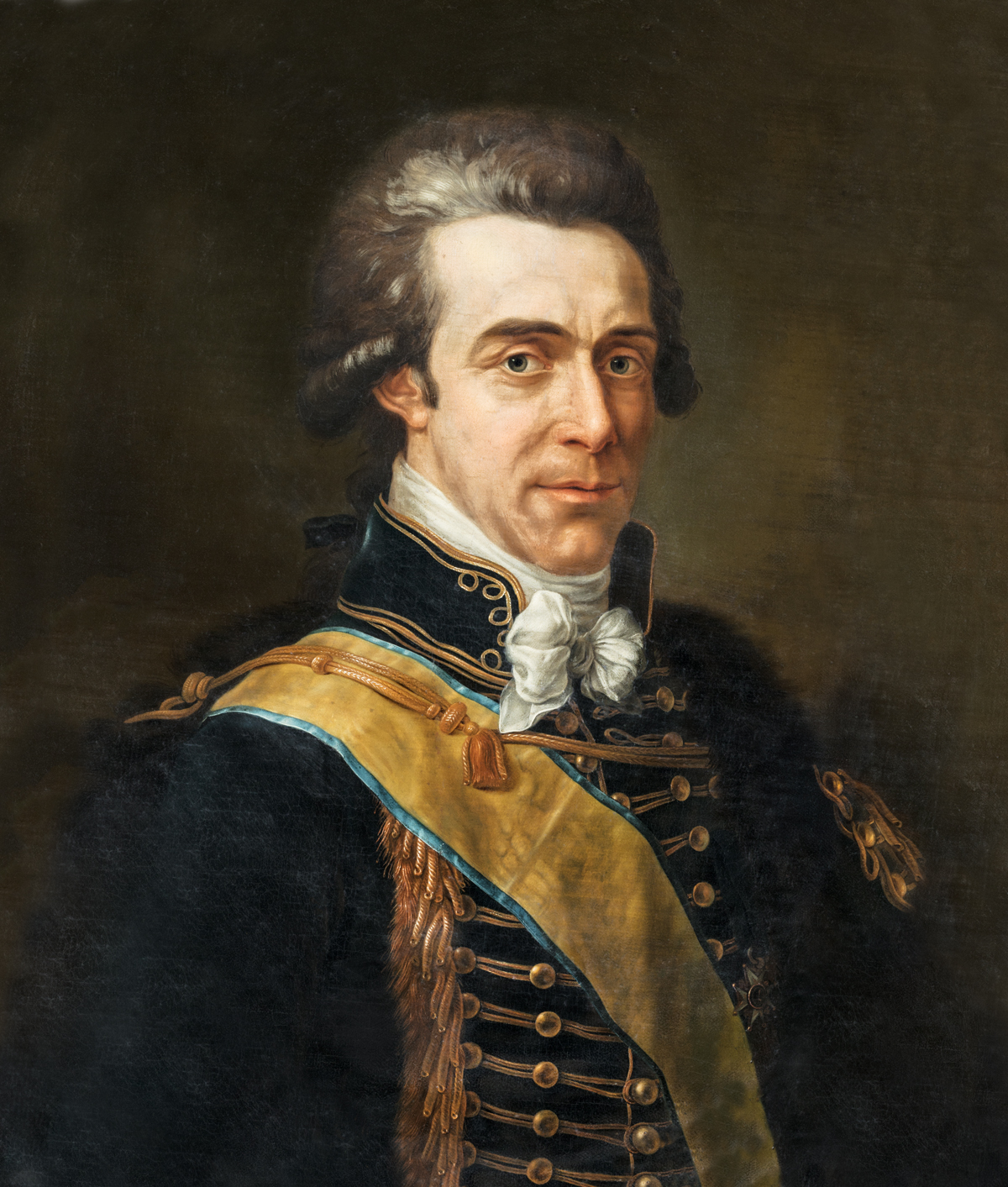
Axel von Fersen w 1793 roku

2 sierpnia przybył do Wiednia, by omówić sytuację z Leopoldem II Habsburgiem, bratem Marii Antoniny. 27 sierpnia 1791 w Pillnitz Leopold podpisał wspólnie z Fryderykiem Wilhelmem II deklarację, obwieszczając tym samym, że sytuacja w jakiej znajduje się król Francji jest przedmiotem zainteresowania wszystkim europejskich mocarstw. Wspólnie uzgodnili, że swoje armie będą trzymać w interwencji na wypadek, gdyby inne kraje podjęły decyzję o udzieleniu im swojego wsparcia.
W grudniu 1791 przedstawił Beaumontowi inną możliwą metodę ucieczki dla rodziny królewskiej. Zakładał on, że król powinien uciekać przez las, a następnie drogą morską, natomiast Maria Antonina z dziećmi powinna być transportowana inną drogą razem z von Fersenem. Ze względu na bezpieczeństwo rodziny królewskiej Axel udaje się do Paryża w przebraniu, podając się za ministra królowej Portugalii. Bez trudu udaje mu się wjechać do Paryża i potajemnie dostać do Marii Antoniny i króla. W rozmowie z nimi przedstawił swój plan ucieczki, jednak Ludwik XVI nie wierzył w jego powodzenie. Tej nocy von Fersen po raz ostatni widział króla i królową żywych. Po spotkaniu z rodziną królewską von Fersen i Beaumont ruszyli z powrotem na północ.
16 marca 1792 Gustaw III został zastrzelony w Operze Królewskiej w Sztokholmie. W Szwecji jego młodszy brat, książę Karol, stał się regentem nieletniego Gustawa IV. 20 kwietnia Francja oficjalnie wypowiedziała wojnę Austrii i najechała na austriackie Niderlandy. 20 czerwca dzielnica Tuileries w której przebywał król z królową została zaatakowana, a wielki tłum zmusił Ludwika XVI do noszenia czerwonej maski wolności i wypicia toastu za zdrowie mieszkańców Paryża i całego kraju.
21 stycznia 1793 Ludwik XVI został stracony na Placu de Grève przy Ratuszu w Paryżu. 1 lutego Francja oficjalnie wypowiedziała wojnę przeciwko Wielkiej Brytanii i Republice Holenderskiej.
2 sierpnia Maria Antonina została przeniesiona do Conciergerie w oczekiwaniu na proces. W tym czasie von Fersen wciąż usiłował znaleźć sposób by uratować ją i pozostałych członków rodziny królewskiej. Antonina została stracona dziesięć dni później, o czym Fersen dowiedział się podczas pobytu w Brukseli.

## Życie po śmierci królowej
Axel von Fersen wrócił z Brukseli do Szwecji, skąd zmuszony był obserwować wciąż rosnącą ekspansję francuskiego imperium rewolucyjnego. W listopadzie 1796 książę Gustaw został królem Gustawem IV Adolfem. Fersen i jego najlepszy przyjaciel Baron Taube stali się dwoma najbardziej wpływowymi doradcami młodego króla, wpajając mu "niezłomną opozycję przeciwko rewolucyjnej Francji, bliskie stosunki z Rosją i wrogość wobec Danii, której ostatecznym celem jest zdobycie Norwegii".
Podczas pobytu w Niemczech von Fersen odbył wycieczkę do Karlsruhe, aby zapewnić Gustavowi IV Adolfowi rękę księżniczki Fryderyki Badeńskiej, którą Gustaw IV Adolf ostatecznie poślubił w październiku 1797. W 1799, po powrocie von Fersena do Szwecji, został mianowany jednym z Lordów.
W 1801 został mianowany marszałkiem królestwa. Był teraz najwyższym urzędnikiem na dworze Szwecji. Mniej więcej w tym czasie siostra von Fersena, Zofia, wróciła do Szwecji z Niemiec i przejęła jego domostwo zamiast żony.

## Śmierć

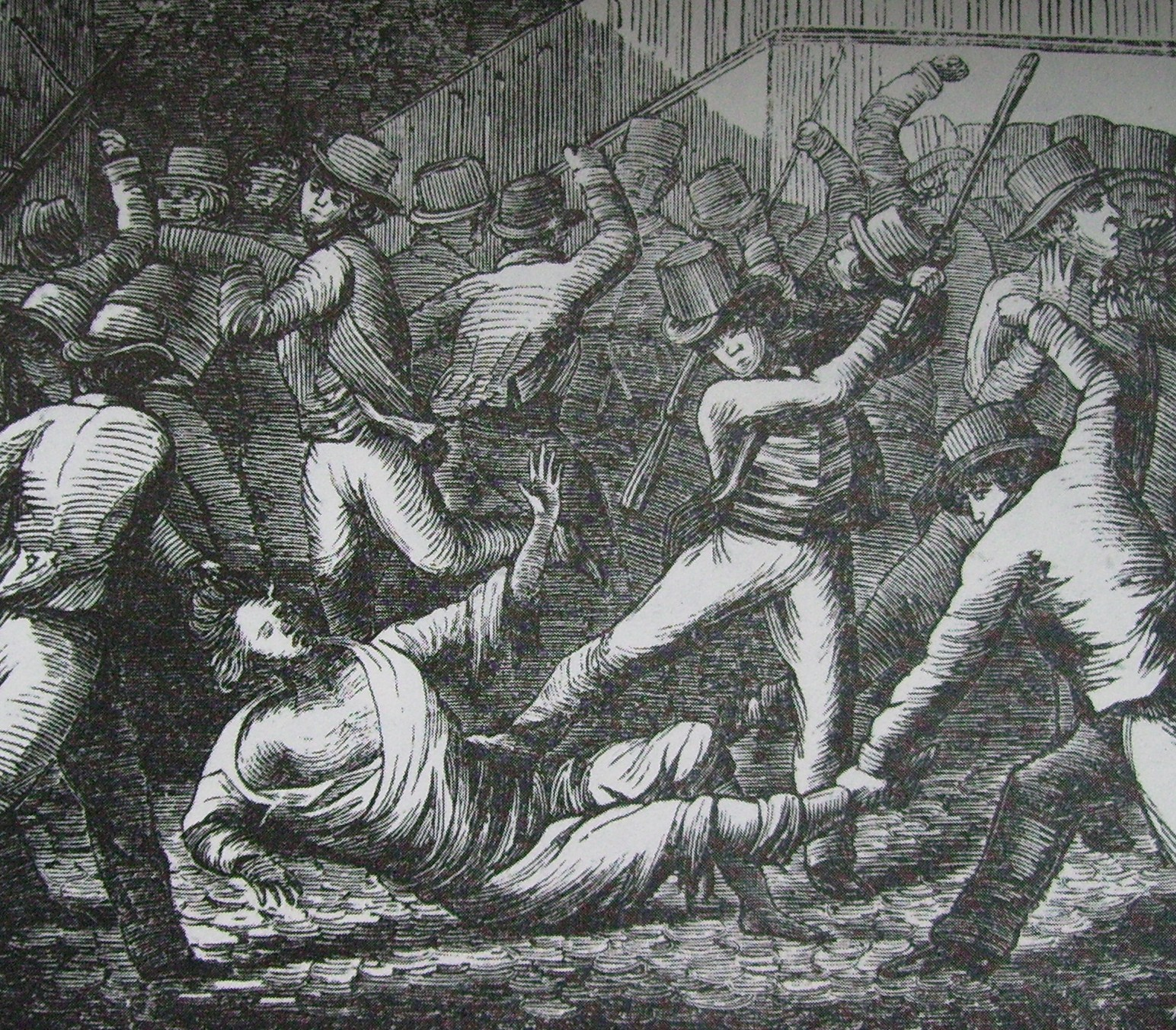
Rysunek przedstawiający morderstwo Axela von Fersena w 1810 roku w Sztokholmie

28 maja 1810 roku podczas przeglądu wojsk w Skanii Karol August spadł z konia i umarł z powodu apopleksji. W całym kraju krążyły pogłoski, że został otruty przez stronników Gustava IV Adolfa; von Fersen i jego siostra Sophie byli postrzegani jako główni podejrzani. Axel otrzymywał anonimowe groźby śmierci. 20 czerwca 1810 roku odbył się publiczny pogrzeb Karola Augusta. Axel von Fersen, jako marszałek królestwa oraz inni dygnitarze dworscy, jechali przed trumną, a tył procesji stanowiła kawaleria.
Procesja jechała powoli przez Hornsgatan i Plac Södermalm, jednak spotkała się z groźbami i zniewagami, gdy tylko wkroczyła do miasta. Tłum zaczął napierać  na von Fersena, jeden z napastników chwycił go, lecz Axelowi udało się go odepchnąć. W tym momencie pojawił się Beaumont z generałem Silfversparre i niewielkim oddziałem żołnierzy. Ta interwencja dodatkowo rozwścieczyła tłum. Axel von Fersen, zdając sobie sprawę, że władze nie planują mu pomóc, odwrócił się i rzucił się na pierwsze drzwi, jakie zdołał znaleźć. Tłum zebrał się w tym miejscu, a kilka osób wbiegło do domu, ścigając go. Wkrótce w oknie pojawił się człowiek, który z triumfalnym okrzykiem i wyrzucił rzucił płaszcz i miecz von Fersena. Axel został wywleczony z powrotem na plac. Jego rękawiczki zostały ściągnięte i rzucone mu w twarz, a jego płaszcz oderwany i zdeptany. Silfversparre, próbując uratować von Fersena, zaproponował aresztowanie go i postawienie go przed sądem za morderstwo księcia. W tej chwili konna eskorta odwróciła się i odjechała. Tłum, który był do tej pory cicho,  teraz podniósł wrzask radości i triumfu, i padł na von Fersena.
Axel von Fersen zmarł tego dnia w Sztokholmie jako najwyższy rangą szwedzki urzędnik obok króla. Jego śmierć wywołała fale protestów w całym kraju. Przyczyna śmierci została określona jako "zmiażdżenie klatki piersiowej", gdy Fin Otto Johan Tandefelt skoczył obiema stopami na pierś Fersena.

## Genealogia
|  |  |  |  |  |  |  |  | Axel Johan Lillje                 |  |  |  |  |  |  |  |                                 |  |  |  |  |  |  |  |                                |  |  |  |  |  |  |  |                      |
|  |  |  |  |  |  |  |  |                                   |  |  |  |  |  |  |  |                                 |  |  |  |  |  |  |  |                                |  |  |  |  |  |  |  |                      |
|  |  |  |  |  |  |  |  |                                   |  |  |  |  |  |  |  | Hedwiga Catharina Lilje         |  |  |  |  |  |  |  |                                |  |  |  |  |  |  |  |                      |
|  |  |  |  |  |  |  |  |                                   |  |  |  |  |  |  |  |                                 |  |  |  |  |  |  |  |                                |  |  |  |  |  |  |  |                      |
|  |  |  |  |  |  |  |  | Agneta Wrede                      |  |  |  |  |  |  |  |                                 |  |  |  |  |  |  |  |                                |  |  |  |  |  |  |  |                      |
|  |  |  |  |  |  |  |  |                                   |  |  |  |  |  |  |  |                                 |  |  |  |  |  |  |  |                                |  |  |  |  |  |  |  |                      |
|  |  |  |  |  |  |  |  |                                   |  |  |  |  |  |  |  |                                 |  |  |  |  |  |  |  | Hedwiga Catharina De la Gardie |  |  |  |  |  |  |  |                      |
|  |  |  |  |  |  |  |  |                                   |  |  |  |  |  |  |  |                                 |  |  |  |  |  |  |  |                                |  |  |  |  |  |  |  |                      |
|  |  |  |  |  |  |  |  | Sofia Juliana Arvidsdotter Forbus |  |  |  |  |  |  |  |                                 |  |  |  |  |  |  |  |                                |  |  |  |  |  |  |  |                      |
|  |  |  |  |  |  |  |  |                                   |  |  |  |  |  |  |  |                                 |  |  |  |  |  |  |  |                                |  |  |  |  |  |  |  |                      |
|  |  |  |  |  |  |  |  |                                   |  |  |  |  |  |  |  | Magnus Julius De la Gardie      |  |  |  |  |  |  |  |                                |  |  |  |  |  |  |  |                      |
|  |  |  |  |  |  |  |  |                                   |  |  |  |  |  |  |  |                                 |  |  |  |  |  |  |  |                                |  |  |  |  |  |  |  |                      |
|  |  |  |  |  |  |  |  | Axel Julius De la Gardie          |  |  |  |  |  |  |  |                                 |  |  |  |  |  |  |  |                                |  |  |  |  |  |  |  |                      |
|  |  |  |  |  |  |  |  |                                   |  |  |  |  |  |  |  |                                 |  |  |  |  |  |  |  |                                |  |  |  |  |  |  |  |                      |
|  |  |  |  |  |  |  |  |                                   |  |  |  |  |  |  |  |                                 |  |  |  |  |  |  |  |                                |  |  |  |  |  |  |  | Hans Axel von Fersen |
|  |  |  |  |  |  |  |  |                                   |  |  |  |  |  |  |  |                                 |  |  |  |  |  |  |  |                                |  |  |  |  |  |  |  |                      |
|  |  |  |  |  |  |  |  | Axel Wachtmeister                 |  |  |  |  |  |  |  |                                 |  |  |  |  |  |  |  |                                |  |  |  |  |  |  |  |                      |
|  |  |  |  |  |  |  |  |                                   |  |  |  |  |  |  |  |                                 |  |  |  |  |  |  |  |                                |  |  |  |  |  |  |  |                      |
|  |  |  |  |  |  |  |  |                                   |  |  |  |  |  |  |  | Eleonora Margareta Wachtmeister |  |  |  |  |  |  |  |                                |  |  |  |  |  |  |  |                      |
|  |  |  |  |  |  |  |  |                                   |  |  |  |  |  |  |  |                                 |  |  |  |  |  |  |  |                                |  |  |  |  |  |  |  |                      |
|  |  |  |  |  |  |  |  | Baroness Anna Maria Soop          |  |  |  |  |  |  |  |                                 |  |  |  |  |  |  |  |                                |  |  |  |  |  |  |  |                      |
|  |  |  |  |  |  |  |  |                                   |  |  |  |  |  |  |  |                                 |  |  |  |  |  |  |  |                                |  |  |  |  |  |  |  |                      |
|  |  |  |  |  |  |  |  |                                   |  |  |  |  |  |  |  |                                 |  |  |  |  |  |  |  | Fryderyk Axel Fersen           |  |  |  |  |  |  |  |                      |
|  |  |  |  |  |  |  |  |                                   |  |  |  |  |  |  |  |                                 |  |  |  |  |  |  |  |                                |  |  |  |  |  |  |  |                      |
|  |  |  |  |  |  |  |  | Reinhold Johan von Fersen         |  |  |  |  |  |  |  |                                 |  |  |  |  |  |  |  |                                |  |  |  |  |  |  |  |                      |
|  |  |  |  |  |  |  |  |                                   |  |  |  |  |  |  |  |                                 |  |  |  |  |  |  |  |                                |  |  |  |  |  |  |  |                      |
|  |  |  |  |  |  |  |  |                                   |  |  |  |  |  |  |  | Hans Reinhold von Fersen        |  |  |  |  |  |  |  |                                |  |  |  |  |  |  |  |                      |
|  |  |  |  |  |  |  |  |                                   |  |  |  |  |  |  |  |                                 |  |  |  |  |  |  |  |                                |  |  |  |  |  |  |  |                      |
|  |  |  |  |  |  |  |  | Anna Sophia von Ungern-Sternberg  |  |  |  |  |  |  |  |                                 |  |  |  |  |  |  |  |                                |  |  |  |  |  |  |  |                      |
|  |  |  |  |  |  |  |  |                                   |  |  |  |  |  |  |  |                                 |  |  |  |  |  |  |  |                                |  |  |  |  |  |  |  |                      |